# Euplectes
Euplectes és un gènere d'ocells de la família dels plocèids (Ploceidae), originaris d'Àfrica al sud del Sàhara. Es creu que tots els ocells del gènere són probablement poligínia.
El gènere Euplectes va ser introduït pel naturalista anglès William John Swainson el 1829 amb el bisbe vermell del sud com a espècie tipus. El nom combina el grec antic eu que significa "bo" o "bo" amb el neo- Llatí plectes que significa "teixidor". Quan trien els seus companys, les femelles d'aquest gènere solen triar mascles amb llargs de cua més llargs, fins i tot en espècies amb longituds de cua relativament més curtes.

## Taxonomia
Segons la Classificació del Congrés Ornitològic Internacional (versió 2.7, 2011) aquest gènere està format per 17 espècies:
- Euplectes afer - bisbe groc.
- Euplectes diadematus - bisbe frontvermell.
- Euplectes gierowii - bisbe de Gierow.
- Euplectes nigroventris - bisbe de Zanzíbar.
- Euplectes hordeaceus - bisbe alanegre.
- Euplectes orix - bisbe vermell meridional.
- Euplectes franciscanus - bisbe vermell septentrional.
- Euplectes aureus - bisbe dorsidaurat.
- Euplectes capensis - bisbe sedós.
- Euplectes axillaris - bisbe cua de ventall.
- Euplectes macroura - bisbe dorsigroc.
- Euplectes hartlaubi - bisbe d'aiguamoll.
- Euplectes psammacromius - bisbe muntanyenc.
- Euplectes albonotatus - bisbe alablanc.
- Euplectes ardens - bisbe degollat.
- Euplectes progne - bisbe cuallarg.
- Euplectes jacksoni - bisbe de Jackson.